# Russiske finansielle krise i 1998
Den russiske finansielle krise i 1998 (også kaldet "Rubelkrisen") ramte Rusland den 17. august 1998. Den blev forværret af den asiatiske finansielle krise, der startede i juli 1997. Efter løbende fald i prisen på råvarer på verdensmarkedet blev lande, som var afhængige af eksport såsom olie ramt hårdt. Råolie, naturgas, metaller og tømmer stod for mere end 80% af Ruslands eksport og landet var derfor sårbart for udsving i verdensmarkedspriserne. Olie var ligeledes en vigtig kilde til skatteindtægter. Det skarpe fald i prisen på olie havde store konsekvenser for Rusland. Det var dog ikke prisfaldet på olie, der var direkte skyld i krisen, men derimod var det en konsekvens af faldende skattebetalinger fra energi og fremstillingsvirksomheder. 

## Eksterne links
- The Crisis in Russia: Some Initial Observations by Brian Henry and James Nixon, Economic Outlook, Vol. 23, No. 1, November 1998 (subscription required).
- Lessons from the Russian Crisis of 1998 and Recovery by Brian Pinto, Evsey Gurvich, and Sergei Ulatov, The World Bank, February 2004.
- Why Did the Ruble Collapse in August 1998? by Padma Desai, The American Economic Review Vol. 90, No. 2, 2000 (subscription required).
- The Bank of Russia and the 1998 Rouble Crisis by William Tompson. In Vladimir Tikhomirov (ed.), Anatomy of the 1998 Russian Crisis (Melbourne: CERC, 1999).
- A Case Study of a Currency Crisis: The Russian Default of 1998 Arkiveret 17. januar 2009 hos  Wayback Machine by Abbigail J. Chiodo and Michael T. Owyang.
- Chronology of the Russian Financial Crisis 1998 by Clifford Chance.
- Lessons of the Russian Crisis for Transition Economies by Yegor Gaidar, Finance and Development, Vol. 36, No. 2 (June 1999).